# Озёрная (приток Лалы)
Озёрная — река в России, протекает в Лузском районе Кировской области. Устье реки находится в 120 км по правому берегу реки Лала. Длина реки составляет 27 км.
Река вытекает из небольшого озера Озёрское, окружённого болотами, в 12 км к северо-востоку от посёлка Христофорово. В верховьях также обозначается как Озериха. В верхнем течении течёт на северо-запад, в среднем — на северо-восток, в нижнем — на север. Всё течение проходит по ненаселённому, заболоченному лесному массиву. Приток — Лисья (правый). Впадает в Лалу у нежилой деревни Желтиково близ границы с Архангельской областью.

## Данные водного реестра
По данным государственного водного реестра России и геоинформационной системы водохозяйственного районирования территории РФ, подготовленной Федеральным агентством водных ресурсов:
- Бассейновый округ — Двинско-Печорский
- Речной бассейн — Северная Двина
- Речной подбассейн — Малая Северная Двина
- Водохозяйственный участок — Юг
- Код водного объекта — 03020100212103000013089